# Rębowa
Rębowa – strumień w powiecie słupskim w województwie pomorskim, przepływający przez tereny gmin Dębnica Kaszubska, Potęgowo i Damnica. Bierze początek w Jeziorze Dobrskim we wsi Dobra. Stanowi lewobrzeżny dopływ Łupawy, do której uchodzi na północ od wsi Rębowo na wysokości ok. 50 m n.p.m. Według regionalizacji fizycznogeograficznej Jerzego Kondrackiego przepływa przez obszary mezoregionów Wysoczyzna Polanowska i Wysoczyzna Damnicka.
Strumień ma 12,5 km lub 13,59 km długości. Jest to ciek drugiego rzędu. Identyfikator hydrograficzny według KZGW – 47438. W górnym biegu Rębowa płynie uregulowanym korytem wśród pól. W dolnym biegu, przed ujściem, płynie w lesie i tam cechuje się przyspieszonym nurtem i kamienistym dnem.

## Zlewnia
Zlewnia ma charakter rolniczo-leśny. Zajmuje powierzchnię ok. 51,69 km². Jej krajowy kod jednolitej części wód powierzchniowych to RW200017474389. Południowy dział wodny jest działem I rzędu, oddzielającym dorzecza Słupi i Łupawy.
W zlewni strumienia położone są: Jezioro Dobrskie o powierzchni 28,5 ha i Jezioro Czarne o powierzchni 11,42 ha. Wokół jezior w 2006 powstała ścieżka historyczno-przyrodnicza „Słonecznikowym Traktem II” o długości ok. 6 km. Na szlak składa się osiem punktów z tablicami informacyjnymi, podejmującymi tematykę przyrody, obowiązków leśników i historii Dobrej.

## Ichtiofauna
W 2005 w wodach cieku stwierdzono obecność czterech gatunków ryb: ciernika (Gasterosteus aculeatus), który był gatunkiem dominującym w górnym biegu, pstrąga potokowego (Salmo trutta), dominującego w dolnym biegu, cierniczka (Pungitius pungitius) oraz głowacza pręgopłetwego (Cottus poecilopus), i jednego gatunku minoga – minoga strumieniowego (Lampetra planeri).
Badania przeprowadzone w 2007 wykazały nieprzydatność tych wód do bytowania ryb łososiowatych. Wskaźnikami decydującymi o nieprzydatności były wartości biochemicznego zapotrzebowania tlenu mierzone w ciągu pięciu dób (BZT5), azotu amonowego, dwutlenek azotu i fosforu ogólnego.

## Gospodarka
Właściwy w sprawach gospodarowania wodami jest Regionalny Zarząd Gospodarki Wodnej w Gdańsku. Ciek wymieniony jest w Rozporządzeniu Rady Ministrów z dnia 17 grudnia 2002 r. w sprawie śródlądowych wód powierzchniowych lub części stanowiących własność publiczną jako istotny dla regulacji stosunków wodnych na potrzeby rolnictwa.
Według danych WIOŚ w Gdańsku woda w strumieniu w 2004 charakteryzowała się IV klasą jakości, zarówno sanitarną, jak i ogólną. Pomiaru dokonano w Rębowie, w odległości 3,3 km od ujścia.
Rębowa jest odbiornikiem oczyszczonych ścieków z oczyszczalni komunalnej w Karznicy, wykorzystującej mechaniczno-biologiczny sposób usuwania nieczystości. Woda spływająca do cieku charakteryzuje się chemicznym zapotrzebowaniem na tlen (ChZT) rzędu 96% oraz BZT5 – 98%. Zawiesina redukowana jest w 96%.

## Nazwa
Występują także warianty nazewnicze: Dopływ spod Dobrej, Rębówka oraz Karznicka Struga. Nazwa Karznicka Struga została powojennie wprowadzona jako oficjalna nazwa polska Zarządzeniem Nr 364 Prezesa Rady Ministrów z dnia 29 listopada 1955 r. w sprawie przywrócenia i ustalenia urzędowych nazw obiektów fizjograficznych w powiatach: choszczeńskim, międzyrzeckim. łobeskim, słupskim, zielonogórskim, waleckim, stargardzkim, nowogardzkim i wschowskim, zastępując niemieckie Rambow Bach i Carstnitzer Bach.